# Overflødighedshorn
Overflødighedshorn er et symbol kendt fra den antikke græske mytologi – et horn der på magisk vis til enhver tid forsyner sin ejer med ubegrænset mad og drikke. Overflødighedshornet er ofte brugt som allegori i kunsten.
Overflødighedshorn udført i kransekage har været brugt ved (sølv-, guld-) bryllupper i Danmark.